# Guilherme Arantes
Guilherme Arantes (São Paulo, 28 de julho de 1953) é um cantor e compositor brasileiro. 
É um dos poucos pianistas brasileiros a integrar o hall da fama da secular fabricante teuto-americana de pianos Steinway & Sons, estando em companhia de nomes como Guiomar Novaes, Franz Liszt, George Gershwin e Duke Ellington.
Guilherme contribuiu decisivamente também para o surgimento do fenômeno new wave no Brasil, em 1981, assinando aquela que é considerada a primeira música do gênero no país: "Perdidos na Selva".
É reconhecido como um grande hitmaker, emplacando sucessos na sua própria voz e nas de inúmeros outros artistas tais como Caetano Veloso, Maria Bethânia, Nando Reis, Elis Regina, Roberto Carlos, Belchior, Gal Costa e MPB4.
Tem influenciado artistas das gerações mais recentes da música brasileira, tais como Mano Brown, Vanessa da Mata, Marcelo Jeneci, Tulipa Ruiz, Curumin, Céu e Bruna Caram.
Na década de 1980, chegou a bater recorde de arrecadação de direitos autorais, superando nomes como Caetano Veloso, Chico Buarque e Gilberto Gil, além de ter colocado 12 músicas em primeiro lugar nas paradas do sucesso. Também nos anos 1980, recebeu elogios de Tom Jobim.
Em 2008, foi eleito pela revista Rolling Stone Brasil um dos 100 maiores artistas da música brasileira. No ano seguinte, a mesma revista também considerou seu primeiro sucesso "Meu Mundo e Nada Mais" como uma das 100 maiores músicas brasileiras em todos os tempos. e inclui o cantor em 3 dos 100 maiores momentos da história da música do Brasil, classificando-o como "o mestre do pop brasileiro".
É um dos 20 artistas que mais tiveram canções incluídas como trilhas sonoras de novelas brasileiras, com 27 músicas.
Em 2013, seu álbum Condição Humana recebeu o Prêmio Multishow de melhor álbum daquele ano e em 2019 eleito, por absoluta unanimidade, o álbum da década - de 2010 a 2019 - na votação pública do site da Red Bull Brasil.

## Carreira

### Década de 1970
Começou sua carreira em 1973 como tecladista, pianista e vocalista da banda Moto Perpétuo, grupo de rock progressivo, tendo lançado um álbum com o grupo em 1974, no qual foi o compositor em 9 das 11 faixas.
Em 1975, desliga-se do Moto Perpétuo e estoura imediatamente em sua carreira solo, com a música "Meu Mundo e Nada Mais", incluída na trilha sonora da telenovela Anjo Mau, da TV Globo.
Em seguida, no ano de 1976, lança seu primeiro álbum homônimo, sucesso de crítica e público.
Ainda na década de 1970, lança mais três álbuns e começa a pavimentar seu caminho de hitmaker com canções de sucesso como "Cuide-se Bem", "Baile de Máscaras", "Amanhã" e "Êxtase".

### Década de 1980
Em 1980, lança o álbum Coração Paulista, ainda com muitas características roqueiras e progressivas que marcaram em grande medida seus álbuns na década anterior. Ainda em 1980, se aproxima de Elis Regina, com quem iniciaria um relacionamento mais tarde, que grava duas músicas suas: "Só Deus é Quem Sabe" e "Aprendendo a Jogar", esta com grande êxito comercial. O namoro continuou por quatro meses, até Guilherme recusar o convite de Elis para ser seu diretor musical.
No ano seguinte, 1981, lança sucessos como "Deixa Chover" e "Planeta Água", esta responsável por levá-lo à final do Festival MPB-Shell daquele ano.
Ao longo da década, vai acumulando hits e trilhas de novelas, tais como "O Melhor Vai Começar", "Lance Legal" (1982), "Pedacinhos" (1983), "Fio da Navalha" (1984), "Cheia de Charme", "Olhos Vermelhos", "Fã Número 1" (1985), "Coisas do Brasil", "Loucas Horas" (1986), "Um Dia, Um Adeus", "Ouro", "Marina no Ar" (1987), "Raça de Heróis" e "Muito Diferente" (1989). Emplaca ainda muitas músicas em trilhas sonoras de programas infantis, a exemplo de "Brincar de Viver", na voz de Maria Bethânia, e "Lindo Balão Azul", interpretada por Baby Consuelo, Bebel Gilberto, Moraes Moreira e Ricardo Graça Mello.

### Décadas de 1990 até os dias atuais

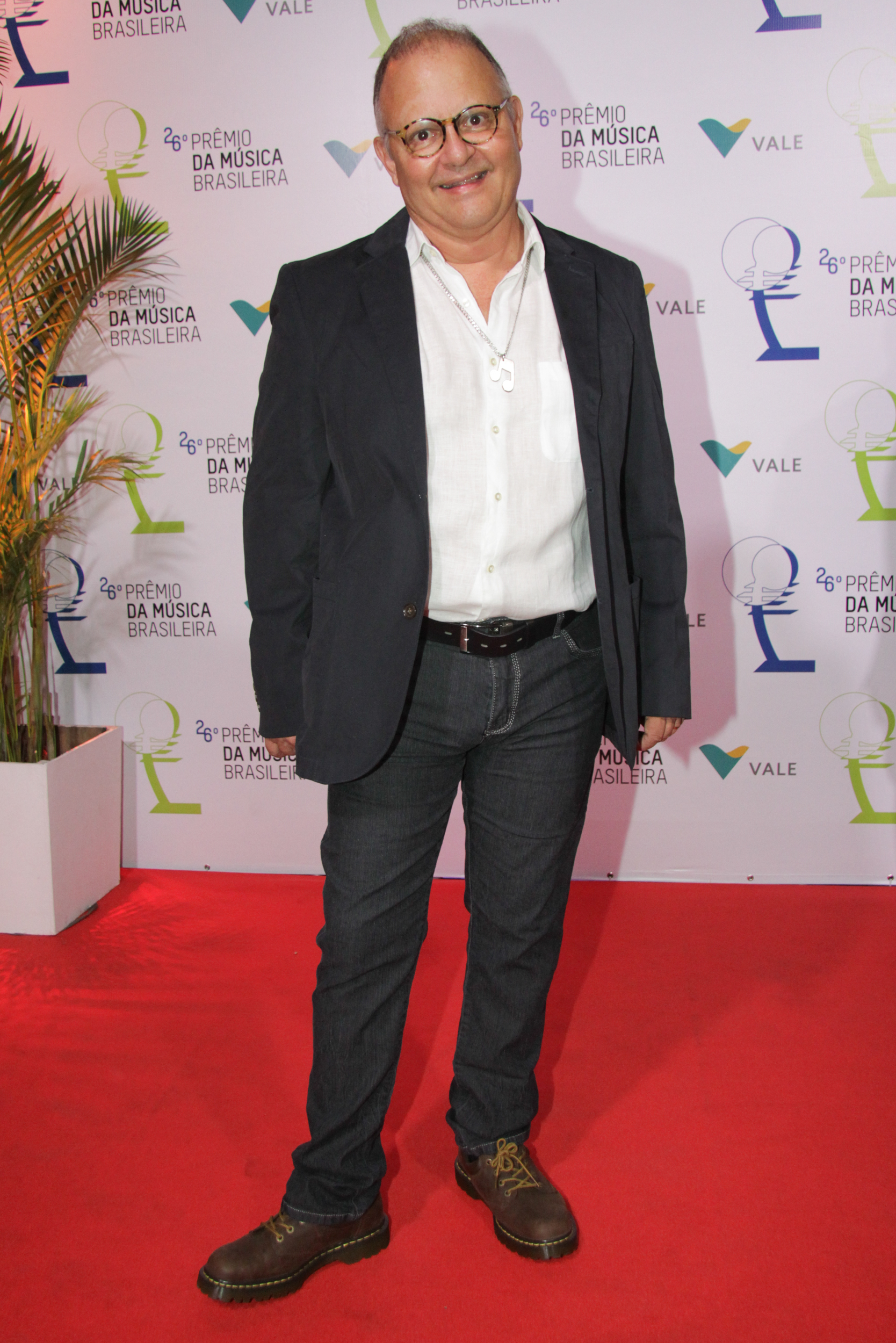
Guilherme Arantes - 26° Prêmio da Música Brasileira 2015

Nos anos 1990, lança seis álbuns de inéditas e, embora em quantidade menor que nos anos 1980, segue lançando hits e trilhas de novelas tais como "Sob o Efeito de Um Olhar", "Lágrima de Uma Mulher", "Trilhas", "Hora de Partir o Coração" e "Marca de Uma Estrela".
Em 2000, muda-se para a Bahia e na década que ali se iniciava lançou três álbuns de inéditas, bem como o seu primeiro DVD ao vivo.
Em 2013, lança o álbum Condição Humana e, em 2017, Flores & Cores, eleito o 13º melhor disco brasileiro de 2017 pela revista Rolling Stone Brasil.
Em maio de 2014, se apresenta na Virada Cultural, em São Paulo.
Em 2017, sua composição “Estou Pronto” é gravada no álbum A Gente Mora no Agora, de Paulo Miklos.
Em 2020, participa do DVD do Edu Falaschi, Temple of Shadows in Concert, lançado em fevereiro de 2021.
Em julho de 2021, lançou o álbum A Desordem dos Templários contendo que mescla um as várias nuances de seus trabalhos anteriores: rock progressivo, synth-pop e baladas.
No início de 2024, precisou passar pela artroplastia total de quadril devido a uma necrose avascular ou osteonecrose, que levou à destruição da cabeça do fêmur.
Em maio de 2024, em parceira com Claudette Soares, lança o single "O prazer de viver para mim é você", do qual é compositor, toca piano e canta.

## Discografia
Com o Moto Perpétuo
- 1974 - Moto Perpétuo - (Continental, GEL)

Solo

## Projetos sociais e outras atividades
- Instituto Planeta Água Jacuípe/BA - Plantio e Replantio de mudas, conservação de manguezais, atividades de artesanato e educação ambiental com jovens e senhoras.
- Pousada Estúdio Planeta Água - Produtora Coaxo do Sapo Jacuípe, Bahia - Pousada para receber músicos, com estrutura de estúdio, equipamentos e instrumentos para produção musical, onde foi gravado o CD e DVD Intimidade em 2007 e o CD Condição Humana em 2013.